# Philippe Pottier (fonctionnaire)
Pour les articles homonymes, voir Pottier.
Philippe Pottier, né le 14 juin 1952 à Paris (17e), est un directeur pénitentiaire d'insertion et de probation français. Plusieurs fois directeur de services pénitentiaires d'insertion et de probation et directeur de l'École nationale d'administration pénitentiaire de 2013 à 2016, il est désormais expert-consultant en administration pénitentiaire et en politiques de probation dans des programmes de coopération auprès d'institutions internationales.

## Biographie

### Formation
Après avoir obtenu un diplôme d'études juridiques générales à l'université de Lille en 1972, Philippe Pottier y passe un diplôme de criminologie en 1974. Vingt ans plus tard, il obtient une maîtrise en sciences sociales à l'université Paris XIII en 1994 puis, lors de son expérience en Polynésie française, un diplôme d'études approfondies en anthropologie culturelle intitulé « Loi, prison et inceste : choc des cultures et justice pénale en Polynésie française » à l'université française du Pacifique en 1997.

### Carrière dans l'administration pénitentiaire
Après avoir arrêté prématurément ses études, Philippe Pottier intègre l'administration pénitentiaire en 1974 comme éducateur à la maison d'arrêt de Fleury-Mérogis. En 1986, il devient chef de service au centre national d'orientation du centre pénitentiaire de Fresnes puis prend la tête du service socio-éducatif de l'établissement en 1987. Après avoir été rédacteur au bureau de la réinsertion à la direction de l'Administration pénitentiaire de 1989 à 1990, il est nommé inspecteur des services pénitentiaires en 1990. Premier chef de service éducatif à occuper cette fonction, il s'implique dans la création des métiers de l'insertion et de la probation et la préfiguration des SPIP, en animant l'expérience des "services unifiés" regroupant le service socio-éducatif d'un établissement pénitentiaire et le comité de probation et d'assistance aux libérés (CPAL) d'un même ressort. Prenant appui sur cette expérience, il promeut la création de services départementaux de probation auprès du directeur de l'administration pénitentiaire, En 1994, il devient directeur du service d’insertion et de probation de Polynésie française, le premier service de ce genre à exister, en préfiguration des SPIP, d'où il poursuivra son engagement pour l'aboutissement de cette réforme.
Il rejoint l'École nationale d'administration pénitentiaire (Énap) comme enseignant-chercheur et responsable du département « recherche » entre 2000 et 2002, puis devient successivement directeur fonctionnel des services pénitentiaires d'insertion et de probation (DFSPIP) de Charente en 2002 et de l'Essonne en 2005. En 2006, il revient à la Chancellerie comme sous-directeur adjoint des personnes placées sous main de justice et est notamment chargé de l'élaboration du projet de loi pénitentiaire. En cette qualité, il est nommé au Conseil supérieur du travail social en 2007. En 2010, il est nommé DFSPIP de Nouvelle-Calédonie.

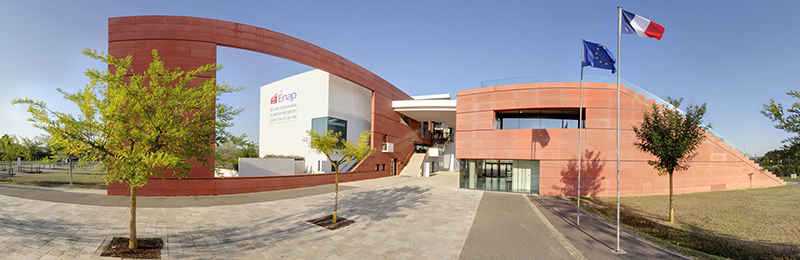
L'Énap, que Philippe Pottier a dirigée entre 2013 et 2016.

Le 7 janvier 2013, Philippe Pottier est nommé directeur de l'Énap, succédant à Philippe Astruc,. Il est alors le premier directeur pénitentiaire d'insertion et de probation à occuper cet emploi, ce qui revêt une valeur symbolique au moment où la garde des Sceaux Christiane Taubira avait décidé de réunir une conférence de consensus sur « l'efficacité des réponses pénales afin de mieux prévenir la récidive », où les thématiques liées à la probation occupaient une place centrale. Christiane Taubira vient d'ailleurs elle-même à Agen, le 21 janvier 2013, pour l'installer dans ses nouvelles fonctions. À la tête de l'école, il milite pour donner une plus grande place à la probation dans la formation des personnels pénitentiaires et rénove profondément la formation des conseillers pénitentiaires d'insertion et de probation,. Peu après les attentats de Paris, il met en place une formation sur la radicalisation religieuse à destination de l'ensemble des élèves de l'Énap. Il signe également un partenariat avec la ville d'Agen afin de monter des projets culturels à destination des élèves de l'école. En 2014, il fait l'objet de critiques de la part de syndicats et est confronté à un mouvement de protestation à la suite de décisions prises en réponse à un rapport de la Cour des comptes, notamment quant à la gestion financière de l'école et au recrutement et à la carrière des formateurs,.
Après qu'il a fait valoir ses droits à la retraite, Sophie Bleuet lui succède en 2016. Il est depuis 2018 membre du jury du prix Vendôme, qui distingue chaque année une thèse de droit pénal, de procédure pénale ou de sciences criminelles, portant sur un sujet intéressant particulièrement le ministère de la Justice.

### Expert dans des programmes de coopération internationale
Depuis 2016, il se consacre à l'expertise dans le domaine pénitentiaire et de la probation. À l'international, il est expert-consultant auprès du Conseil de l'Europe depuis 2018, et travaille pour le groupement d'intérêt public Justice Coopération Internationale, intégré depuis le 1er janvier 2021 à Expertise France, en tant qu'expert international auprès des administrations étrangères sur des questions d'institutions pénitentiaires, de formation des personnels et travailleurs sociaux pénitentiaires, d'amélioration des conditions de détention et de développement de dispositifs de probation en Mauritanie, en Algérie et en Tunisie,,.

## Engagements
Philippe Pottier intègre le Syndicat national de l’ensemble des personnels de l’administration pénitentiaire (SNEPAP) en 1976 et en est le secrétaire général de 1978 à 1988,. Il est également membre de l'Association française de criminologie (AFC), dont il est d'abord trésorier en 2002, puis président de 2004 à 2007 et vice-président depuis lors.

## Prises de position
Dans sa jeunesse, Philippe Pottier militait au Mouvement contre le racisme et pour l'amitié entre les peuples (MRAP) et était bénévole au sein d'associations lilloises d'éducation populaire.
Avec Jean-Michel le Boulaire, secrétaire général adjoint à ses côtés au SNEPAP, il crée en 1979 la COSYPE - coordination syndicale pénale - rassemblant plusieurs organisations syndicales et associatives militant dans le champ de la prison (SNEPAP, CFDT Justice, SM, SAF, SNPES, GMP, syndicat des médecins pénitentiaires). Principalement animée pendant plusieurs années par Philippe Pottier, jean-Michel le Boulaire et Alain Blanc (magistrat représentant le SM), la COSYPE sera à l'origine de nombreuses idées de réformes pénitentiaires, telles celles concernant la vie quotidienne en prison initiées à partir de 1983 par Robert Badinter, et du décloisonnement de cette institution. Ces idées seront développées particulièrement lors d'un colloque réunissant plus de 300 personnes en novembre 1982, présenté ainsi dans le journal Le Monde :

« Un colloque de la Cosype (Coordination syndicale pénale) sur le thème, " Prisons : quel changement ? ", réuni récemment à Paris, est apparu à la fois comme un prélude aux mesures pour améliorer la vie quotidienne des détenus que doit prochainement annoncer le garde des sceaux - après avoir examiné le rapport de la commission de la chancellerie qui étudiait ces questions - et comme un rappel de l'urgence et de la nécessité de réformes que le gouvernement ne semble pas très pressé de mettre en œuvre.La richesse des débats, qui donneront lieu à la publication d'un document, était due non seulement à la qualité des travaux préparatoires de la Cosype mais à l'extrême diversité des participants.Aux côtés d'anciens détenus, de familles de détenus, de travailleurs sociaux, d'avocats et de magistrats, des représentants des syndicats, des partis politiques et de plusieurs ministères - justice, santé, intérieur, éducation, plan, affaires sociales - sont intervenus dans ce colloque ainsi que des personnalités, parmi lesquelles M. Pierre Arpaillange, procureur général, et M. Maurice Grimaud, directeur du cabinet du ministre de l'intérieur, qui, a-t-il précisé, était présent " à titre personnel. »

Critique de la vision « classique » du travail social, Philippe Pottier s'inspire de recherches criminologiques anglo-saxonnes sur la désistance et d'approches culturelles davantage centrées sur la restauration du lien dans la communauté découvertes lors de ses expériences en Polynésie française et en Nouvelle-Calédonie,. Il met en œuvre les premiers groupes de paroles de prévention de la récidive au SPIP de Charente en 2002. Il est également l'initiateur de programmes controversés d'évaluation des risques de récidive des personnes condamnées par la justice ainsi que de l'introduction de la technique de l'entretien motivationnel dans les pratiques professionnelles des SPIP. Ces méthodes sont devenues la référence méthodologique des SPIP.
Il a publié de nombreux articles sur des thèmes criminologiques et anthropologiques,, ainsi à propos de la loi pénitentiaire de 2009 et de l'application des peines en Océanie.

## Décorations
- Chevalier de la Légion d'honneur (2015)[36].
- Chevalier de l'ordre national du Mérite (2012)[37].
- Médaille d'honneur de l'administration pénitentiaire, or (2009).